# 亞歷山大 (費萊阿)
亞歷山大 (費萊阿)的父親即為古希臘色萨利地區費萊阿城邦的統治者，其父於西元前370年遭暗殺後，他隨即繼承王位，並於西元前369年至西元前358年統治該城邦。他統治期間，四處征戰，引起內部與色薩利地區另外不同城邦的紛亂。